# Левківський Степан Степанович
Левкі́вський Степа́н Степа́нович (23 серпня 1934 року - 13 липня 2025 року) — український гідролог, кандидат географічних наук, доцент Київського національного університету імені Тараса Шевченка.

## Біографія
Народився 23 серпня 1934 року в селі Ширмівка Погребищенського району Вінницької області. Закінчив у 1958 році Київський університет зі спеціальності «гідрологія суші». У 1965–1998 роках працював у Київському університеті доцентом кафедри гідрології і гідрохімії (нині гідрології та гідроекології кафедра) географічного факультету. Кандидатська дисертація «Дослідження річного стоку річок рівнинної території України» захищена у 1965 році. Читав спеціалізовані курси: «Річковий стік», «Раціональне використання та охорона водних ресурсів», «Гідротехніка», «Водні меліорації» та інші. Визначив елементи водних балансів та водних ресурсів України в цілому і за адміністративними областями та басейнами річок, оцінив вплив господарчої діяльності на водні ресурси.

## Наукові праці
Автор понад 80 наукових праць. Основні праці:
1. (рос.) Водные ресурсы Украины. Использование и охрана. — К., 1979.
2. (рос.) Комплексное использование и охрана водных ресурсов СССР. — М., 1982.
3. Загальна гідрологія. — К., 2000 (у співавторстві).